# .net
Це стаття про домен верхнього рівня .net. Опис технології Майкрософт знаходиться у статті Microsoft.net
.net — загальний домен верхнього рівня для мережевих структур (зараз використовується без обмежень).

## Список найстаріших доменів
Нижче наведено список перших зареєстрованих доменів:
| Місце | Дата реєстрації  | Доменне ім'я | Зареєстрований для |
| ----- | ---------------- | ------------ | ------------------ |
| 0.    | 1 січня 1985     | net          | DARPA              |
| 1.    | 1 січня 1985     | nordu.net    | NORDUnet           |
| 2.    | 5 листопада 1986 | nsf.net      | NSFNET             |
| 3.    | 20 травня 1987   | uu.net       | UUNET              |
| 4.    | 21 липня 1987    | sesqui.net   | SesquiNet          |

## Факти
- Зона була створена 1 січня 1985 року.[1]
- Спочатку домен .net призначалася для ресурсів, присвячених мережі Інтернет, а також для організацій, область діяльності яких безпосередньо пов'язана з інтернетом.
- До грудня 2009 року було зареєстровано 12,6 мільйонів доменів у зоні .net[2]
- На третій квартал 2020 року на ньому було зареєстровано 13.4 млн імен. Він є п'ятим доменом верхнього рівня за кількістю зареєстрованих доменних імен.[3]